# City of Purple Dreams
City of Purple Dreams è un film muto del 1928 diretto da Duke Worne.
Il film si basa sull'omonimo romanzo di Edwin Baird, pubblicato a Chicago nel 1913 che era già stato adattato per lo schermo nel 1918 con The City of Purple Dreams, film prodotto dalla Selig e interpretato da Thomas Santschi e Bessie Eyton.

## Trama
Attraverso la volontà e la determinazione, Daniel Randolph realizza il suo sogno diventando una potenza finanziaria nel mercato agricolo, conquistando la ricca Esther Strom, figlia del "re del frumento".

## Produzione
Il film fu prodotto dalla Trem Carr Pictures.

## Distribuzione
Distribuito dalla Rayart Pictures Corporation, il film uscì nelle sale degli Stati Uniti il 1º settembre 1928. In Portogallo, dove fu distribuito il 15 dicembre 1930, prese il titolo O Turbilhão; in Brasile, quello di A Cidade dos Sonhos Roxos.
Non si conoscono copie ancora esistenti della pellicola che viene considerata presumibilmente perduta.